# Westendorf, Tyrolen
Westendorf är en ort och kommun i distriktet Kitzbühel i förbundslandet Tyrolen i Österrike.